# Rhipidura rufilateralis
Rhipidura rufilateralis, "taveunisolfjäderstjärt", är en fågelart i familjen solfjäderstjärtar inom ordningen tättingar. Den betraktas oftast som en underart av fijisolfjäderstjärt (Rhipidira layardi), men urskiljs som egen art av Birdlife International och IUCN.
Fågeln förekommer endast i på ön Taveuni i norra Fiji. Den kategoriseras av IUCN som nära hotad.